# 内田安咲美
内田 安咲美（うちだ あさみ、1986年2月6日 - ）は、千葉県出身の女性ファッションモデル。ウイントアーツ所属。血液型AB型
主にティーンファッション誌『セブンティーン』の2002年ミスセブンティーンに選ばれてから（2002年10月〜2005年3月専属）ブレイクその後も雑誌『PINKY』や広告、CMで活躍中。銀座ジュエリーのウェブショート映画で初演技。

## 出演

### CM・広告
- ハウス食品『うるおいの実』 - CM
- ニベア花王「8x4パウダースプレー」 - CM
- Master Card -CM
- ロッテ 「ガーナチョコレート」-CM
- 日本コカコーラ 「Diet Coca-Cola」-CM
- JR 「京の冬の旅」 ポスター
- au by KDDI 総合カタログ コンテンツブック 等
- YKK ポスター 雑誌広告 等
- 日本リーバ「Lux」 ビューティーブック
- EAST BOY カタログ 新聞広告 等
- ISEC カタログ

### 映画
- 銀座ジュエリー Web映画

### 雑誌
- 「SEVENTEEN」(集英社) 2002年10月〜2005年3月専属モデル
- 「PINKY」(集英社）